# لوران بلان
لوران رابرت بلان (فرانسوی: Laurent Robert Blanc‎؛ زادهٔ ۱۹ نوامبر ۱۹۶۵) بازیکن پیشین و مربی کنونی فوتبال اهل فرانسه است. او هم اکنون سرمربی تیم الاتحاد عربستان است. 

بلان در دوران بازی، برای باشگاه‌های مختلفی از جمله مون‌پلیه، ناپولی، بارسلونا، مارسی، اینتر میلان و منچستر یونایتد به میدان رفته‌است؛ او در پست مدافع و اغلب به عنوان سوئیپر به کار گرفته می‌شد. او ۹۷ بار برای تیم ملی فوتبال فرانسه به میدان رفت و ۱۶ گل ملی هم به ثمر رساند. او به مدت بیش از ۱۱ سال، عضو تیم ملی فوتبال فرانسه بود و موفق شد همراه با این تیم، عنوان قهرمانی جام جهانی ۱۹۹۸ و جام ملت‌های اروپا ۲۰۰۰ را به دست آورد. در تاریخ ۲۸ ژوئن ۱۹۹۸، بلان موفق شد نخستین گل طلایی تاریخ جام جهانی را مقابل پاراگوئه به ثمر رساند.
او دوران مربیگری خود را در سال ۲۰۰۷ و با تیم بوردو آغاز کرد؛ او موفق شد با این تیم به افتخارات داخلی از جمله قهرمانی در لیگ ۱ فصل ۰۹–۲۰۰۸ دست یابد؛ پس از ترک بوردو در سال ۲۰۱۰، او هدایت تیم ملی فوتبال فرانسه را بر عهده گرفت و جانشین ریمون دومنک شد که به دلایل نتایج ضعیف در جام جهانی ۲۰۱۰ از این سمت برکنار شده بود؛ بلان تا سال ۲۰۱۲ هدایت فرانسه را بر عهده داشت اما پس از حذف در مرحلهٔ یک چهارم نهایی جام ملت‌های اروپا ۲۰۱۲، از این تیم جدا شد. در سال ۲۰۱۳، او هدایت پاری سن ژرمن را بر عهده گرفت و افتخارات زیادی را کسب کرد؛ پس از سه سال موفقیت‌آمیز در این تیم، او در سال ۲۰۱۶ این باشگاه را ترک کرد و همچنین در تاریخ ۲۰ دسامبر ۲۰۲۰ به عنوان سرمربی تیم فوتبال الریان معرفی شد.

## افتخارات

### بازیکن
مون‌پلیه
- جام حذفی فوتبال فرانسه: ۹۰–۱۹۸۹

اوسر
- لیگ ۱: ۹۶–۱۹۹۵
- جام حذفی فوتبال فرانسه: ۹۶–۱۹۹۵

بارسلونا
- کوپا دل ری: ۹۷–۱۹۹۶
- سوپر جام فوتبال اسپانیا: ۱۹۹۶
- جام برندگان جام اروپا: ۹۷–۱۹۹۶

منچستر یونایتد
- لیگ برتر فوتبال انگلستان: ۰۳–۲۰۰۲

زیر ۲۱ سال فرانسه
- جام ملت‌های زیر ۲۱ سال اروپا: ۱۹۸۸

فرانسه
- جام جهانی فوتبال: ۱۹۹۸
- جام ملت‌های اروپا: ۲۰۰۰

### مربی
بوردو
- لیگ ۱: ۰۹–۲۰۰۸
- جام اتحادیه باشگاه‌های فرانسه: ۰۹–۲۰۰۸
- سوپر جام فوتبال فرانسه: ۲۰۰۸، ۲۰۰۹

پاری سن ژرمن
- لیگ ۱: ۱۴–۲۰۱۳، ۱۵–۲۰۱۴، ۱۶–۲۰۱۵
- جام حذفی فوتبال فرانسه: ۱۵–۲۰۱۴، ۱۶–۲۰۱۵
- جام اتحادیه باشگاه‌های فرانسه: ۱۴–۲۰۱۳، ۱۵–۲۰۱۴، ۱۶–۲۰۱۵
- سوپر جام فوتبال فرانسه: ۲۰۱۳، ۲۰۱۴، ۲۰۱۵

الاتحاد
- لیگ حرفه ای عربستان : ۲۵–۲۰۲۴
- جام پادشاهی عربستان : ۲۰۲۵